# 蚀刻素描

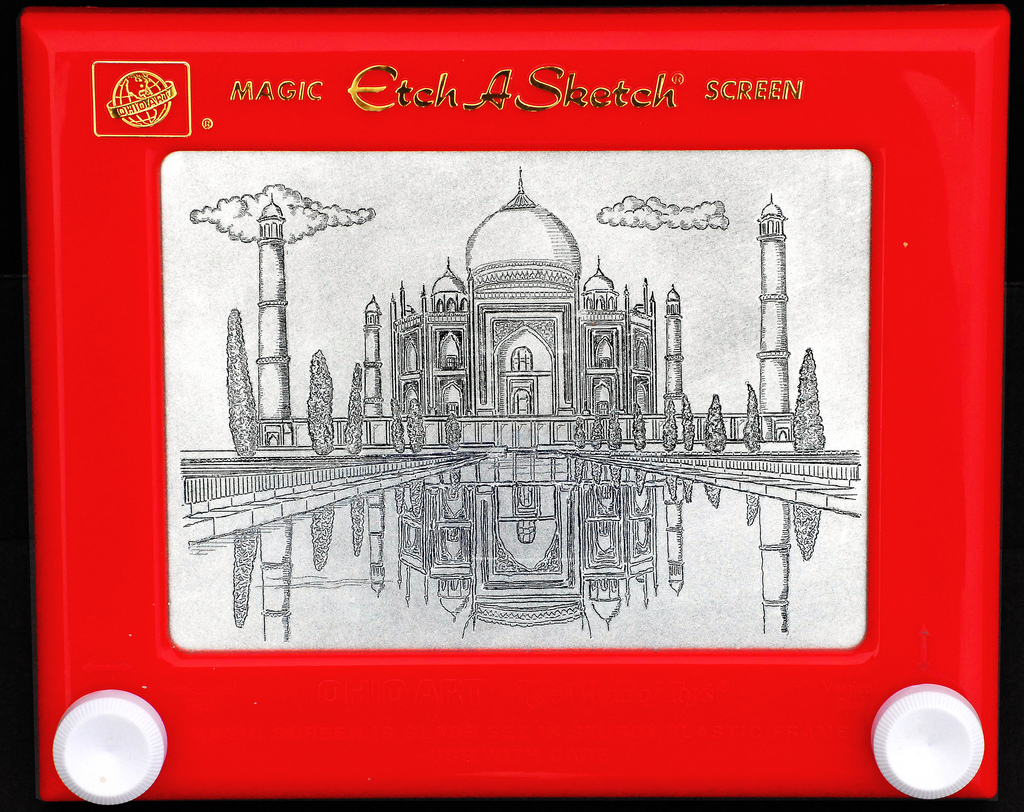
蚀刻素描

蚀刻素描（Etch A Sketch）是一种机械素描玩具，由法国的安德烈·卡薩涅发明，随后由俄亥俄艺术公司生产，並於1960年7月12日推出。  这款玩具当年的销量就达到60万台。後來蚀刻素描又由斯平玛斯特持有。1998 年，該玩具入選家玩具名人堂。如今蚀刻素描在全球的销量已超过1亿台。  蚀刻素描有一个灰色屏幕以及红色的塑料框架。框架的下方有两个白色旋钮。